# Agojie

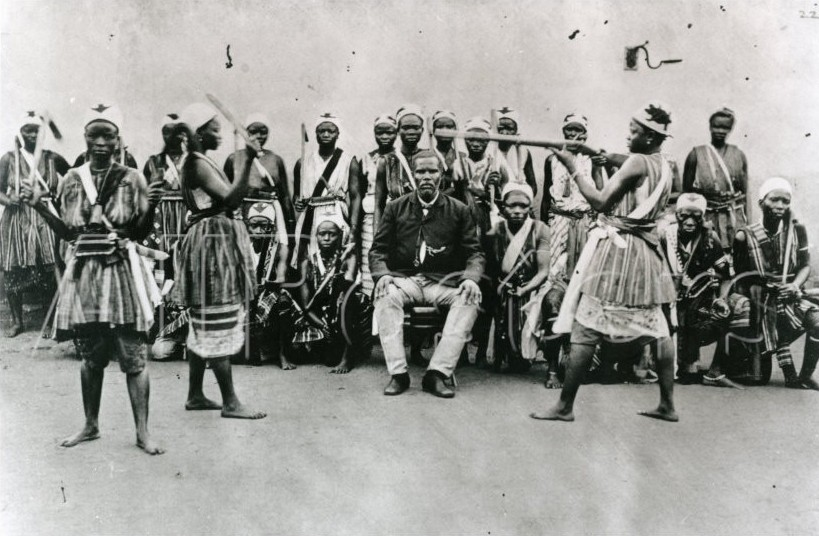
Eine Gruppe Dahomey-Amazonen um 1890

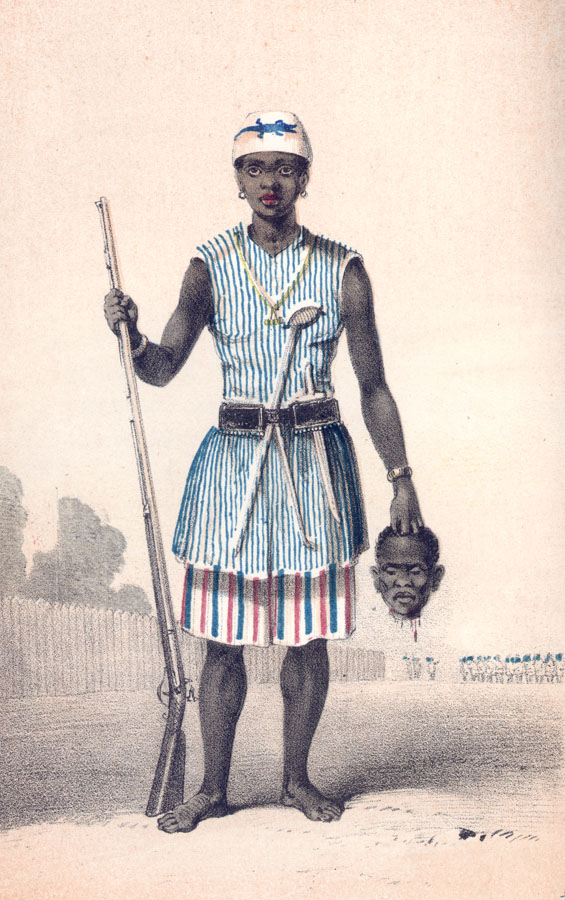
Seh-Dong-Hong-Beh, Anführerin der Agojie

Die Agojie (auch Dahomey-Amazonen) waren eine bewaffnete Gruppe im Königreich Dahomey, die nur aus Frauen bestand. 

## Geschichte
Houegbadja, von 1645 bis 1685 der dritte König Dahomeys, soll der Initiator des speziellen Militärregiments gewesen sein – damals als ein Korps von Elefantenjägerinnen. Alternativ wird die Gründung der Amazonengruppe auch Königin Tassin Hangbè zugeschrieben, die von 1708 bis 1711 regierte und die Kriegerinnen als Teil der Palastwache eingeführt haben könnte. Die erste urkundliche Erwähnung erfolgte jedenfalls im Jahr 1729 und ihren Höhepunkt erreichten die Agojie im 19. Jahrhundert unter König Gezo, der sie – aufgrund anhaltender Kriege und eines daraus resultierenden starken Rückgangs der männlichen Bevölkerung – offiziell in die Armee des Königreichs aufnahm. Im Jahr 1840 soll die Stärke der Einheit bei 6000 Frauen gelegen haben. Mit dem Ende des unabhängigen Königreichs Dahomey endete auch die Geschichte der Agojie.

## Rezeption
Eingang in die Populärkultur haben die Agojie über die Black-Panther-Comics gefunden, als im Jahr 1998 erstmals eine weibliche Eliteeinheit namens Dora Milaje zu sehen war und diese 20 Jahre später im Kinofilm Black Panther „deutliche Züge“ des Vorbilds angenommen hat. Mit The Woman King kam 2022 ein fiktiver Historienfilm in die Kinos, der explizit die Geschichte der Agojie verarbeitet.
Im Sommer 2022 wurde in Cotonou das Monument Amazone eingeweiht, eine 30 m hohe und 150 Tonnen schwere Statue, die an die Agojie erinnern soll.